# 特伦托圣母圣殿
特伦托圣母圣殿（Chiesa di Santa Maria Maggiore）是一座罗马天主教宗座圣殿，位于意大利特伦托;由采邑主教Bernardo Clesio建于1520-1524年（十六世纪政治和宗教领域最重要的历史人物之一），并在此主办第三次特伦托会议（1545年至1563年）。
1973年11月，保禄六世将其升格为宗座圣殿。

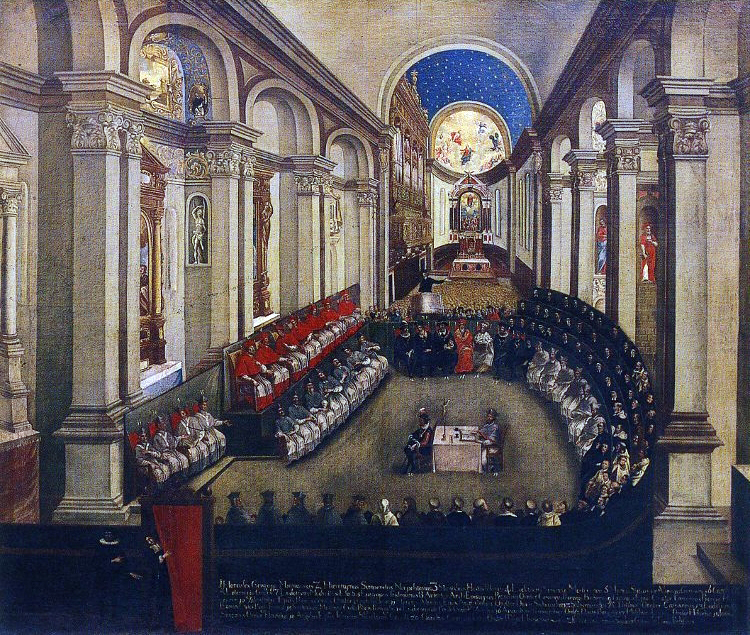
特伦托会议

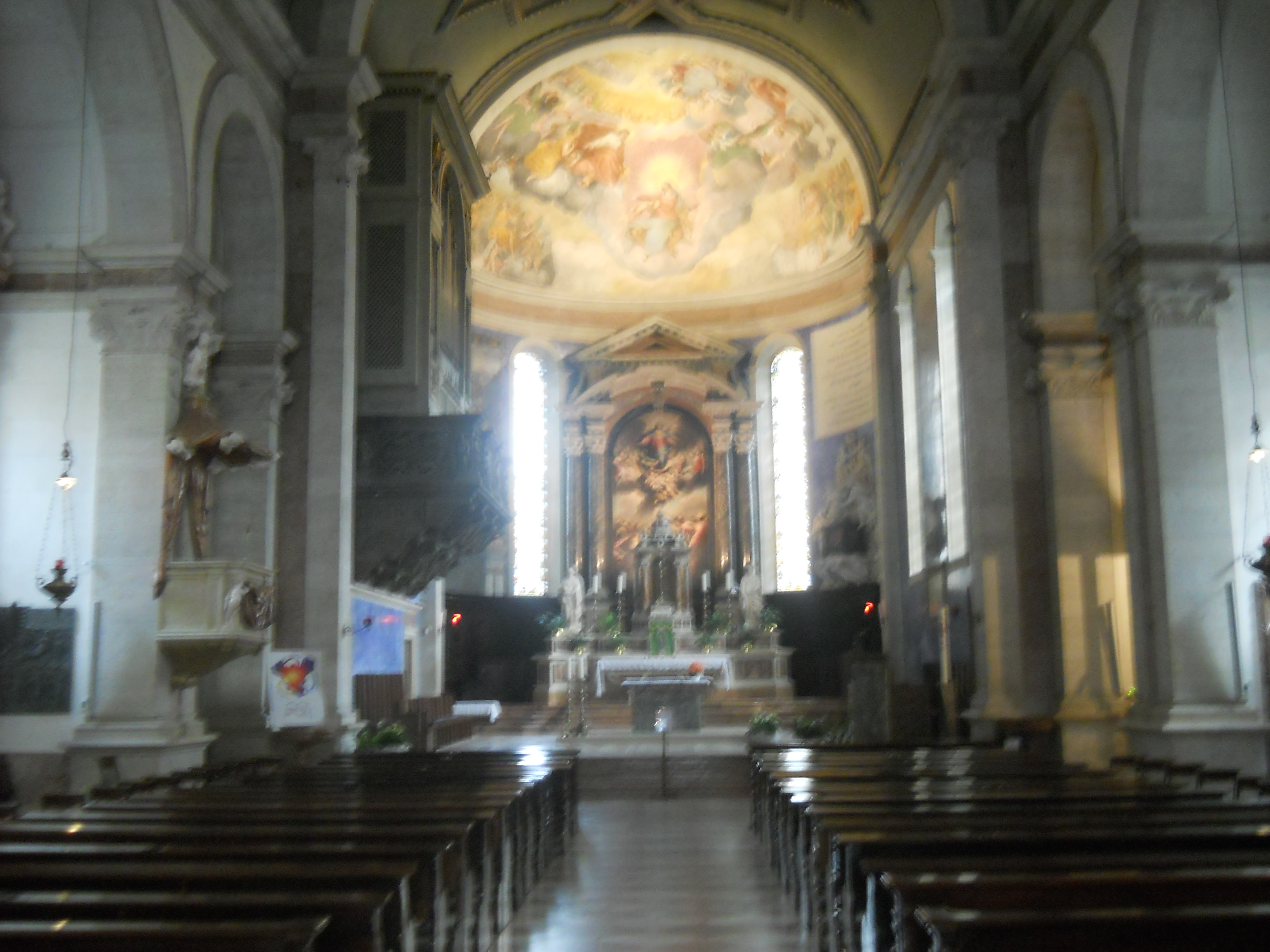
内部

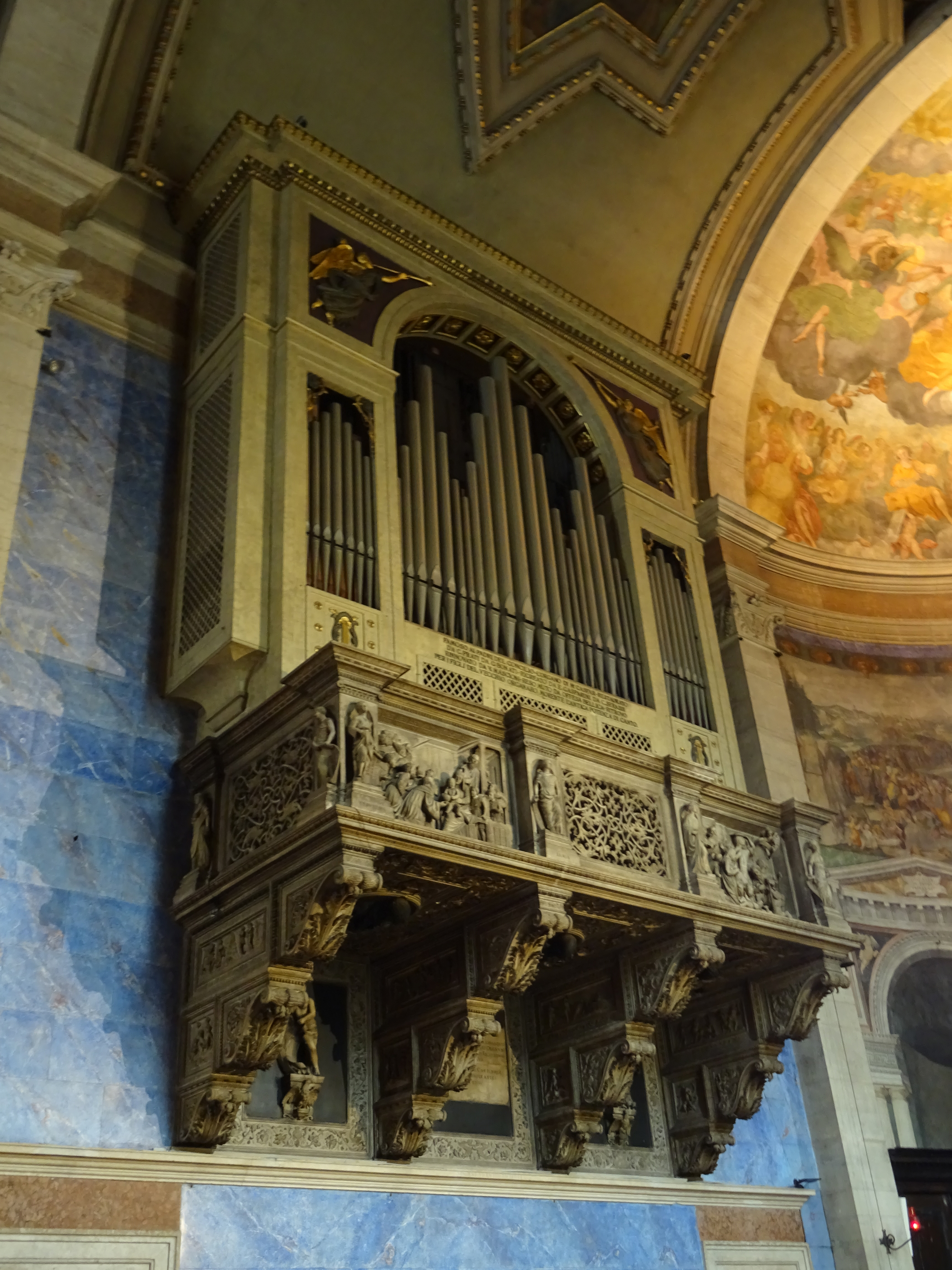
管风琴

该堂建筑风格为文艺复兴式和巴洛克式。
该堂钟楼高53米，是全市最高建筑。